# Héctor Oesterheld
Héctor Germán Oesterheld (Buenos Aires, 23 luglio 1919 – 1978) è stato un giornalista e fumettista argentino.

## Biografia

### Gli inizi
Oesterheld nacque a Buenos Aires il 23 luglio del 1919 da una famiglia di origini tedesche e spagnole. Nonostante la laurea in geologia, la sua passione rimase per tutta la vita quella della letteratura, in particolare quella per l'infanzia; grazie alla sua professione di geologo, contemporaneamente alla sua attività di correttore per una casa editrice, iniziando a scrivere le sue prime opere, per un pubblico infantile, ebbe la possibilità di attraversare l'Argentina per delle ricerche petrolifere per conto dell'allora statale YPF.
Iniziò a lavorare come correttore di bozze presso una tipografia, poi a scrivere dei racconti per ragazzi e in seguito, a partire dal 1949, a sceneggiare le prime storie a fumetti per la Editorial Abril, di proprietà di Cesare Civita, un ebreo italiano fuggito in Argentina per evitare le persecuzioni razziali. Presso questo editore lavorò a serie quali Ray Kitt, Sergento Kirk, Bull Rockett, Uma-Uma, Alan y Grazy, Lord Commando.

### Editorial Frontera
Nel 1957 fondò, con il fratello Jorge, l'Editorial Frontera: con questa nuova casa editrice pubblicò testate fondamentali per la storia del fumetto argentino quali Hora Cero e Frontera, che videro proprio nelle sceneggiature di Oesterheld una delle ragioni principali del loro successo. Proprio nel 1957 l'autore argentino scrisse la prima storia di Ernie Pike sul primo numero del mensile argentino Hora Cero: questo primo episodio è disegnato dal già famoso Hugo Pratt, che in tutto ne realizzerà 34. Nel creare il protagonista di tale serie Oesterheld ha preso spunto da un noto reporter americano Ernie Pyle che venne ucciso dai giapponesi nel 1945 a Okinawa. Pyle fu corrispondente di guerra dal 1941 al 1945 al seguito delle truppe statunitensi in Africa del nord, in Italia, in Inghilterra e poi in Francia.
Sempre per l'Editorial Frontera scrisse altre famose serie quali Ticonderoga (anche questa disegnata da Pratt, come pure la nuova riproposizione del Sgt. Kirk), Randall (con i disegni di Arturo del Castillo), Sherlock Time e Dottor Morgue, questi ultimi hanno come disegnatore Alberto Breccia, col quale avrebbe collaborato anche nel 1968 per la realizzazione di una biografia su Che Guevara, Che. Una vita in rivolta (Che) pubblicata nel gennaio 1969; al progetto ha anche collaborato Enrique, figlio di Alberto. L'opera fu sequestrata dal regime militare argentino e le tavole originali distrutte.

### Rapporto con l'Esperanto
Héctor Oesterheld conosceva l'Esperanto. Sua moglie affermava che leggeva libri in esperanto e che esprimeva gli ideali esperantisti in diverse pubblicazioni. Dopo un'intervista con lei sul quotidiano argentino "La Nación", un breve articolo su di lui fu pubblicato sulla rivista Esperanto nel 1997.
A quanto pare, il suo interesse per l'Esperanto si espresse tra il 1947 e il 1955, dopo la pubblicazione del romanzo "666" di Hugo Wast (1943) in cui l'Anticristo fa sparire tutte le altre lingue dal pianeta.
Non si conoscono suoi scritti in esperanto, poiché il suo archivio personale fu distrutto insieme a lui dalla dittatura militare, ma nei bollettini dell'epoca si trovano diversi riferimenti riguardo a ciò.

### L'Eternauta
Per la stessa casa editrice pubblicò, fra il 1957 e il 1959,  quella che resta una delle più belle ed importanti opere del fumetto mondiale e di genere fantascientifico in particolare: L'Eternauta. La saga, pubblicata a puntate su Hora Cero Semanal e disegnata da Francisco Solano López, a molti è sembrata una chiaroveggente metafora della dittatura che di lì a poco avrebbe sconvolto l'Argentina.

### La scomparsa
Oesterheld scomparve il 21 aprile del 1977 a La Plata, prelevato da una squadra armata. Da allora è entrato a far parte della numerosa schiera dei desaparecidos argentini. Dal giugno dell'anno precedente erano sparite due sue figlie, Beatriz Marta e Diana Irene, quest'ultima incinta di sei mesi. Nel novembre 1977 a scomparire è una terza figlia, Marina (incinta di otto mesi e il cui marito era già desaparecido). Il mese dopo viene uccisa, insieme al marito, anche Estrela Inés, l'ultima figlia fino ad allora sopravvissuta alla Guerra sporca della giunta militare argentina.
Secondo i registri raccolti dal CONADEP, fu detenuto nella caserma Campo de Mayo e nei centri di detenzione clandestina conosciuti come El Vesubio e El Sheraton e fu visto anche nel Batallón de Arsenales 601 Domingo Viejobueno; fu assassinato, si crede, a Mercedes, in provincia di Buenos Aires, nel 1978.

## Riconoscimenti
- Targa UNICEF per il fumetto e Premio Yellow Kid speciale per voto del pubblico ad uno sceneggiatore di fumetti morto, entrambi al Salone Internazionale dei Comics del 1980.